# Dżanka
Dżanka (bułg. Джанка) – wieś w Bułgarii, w obwodzie Kyrdżali, w gminie Krumowgrad. W 2024 roku liczyła 161 mieszkańców.